# Lista siturilor arheologice din județul Prahova - M
Lista siturilor arheologice din județul Prahova - M conține toate siturile arheologice din județul Prahova înscrise în Repertoriul Arheologic Național (RAN) și aflate în localități al căror nume începe cu litera M. RAN este administrat de Ministerul Culturii și Patrimoniului Național și cuprinde date științifice, cartografice, topografice, imagini și planuri, precum și orice alte informații privitoare la zonele cu potențial arheologic, studiate sau nu, încă existente sau dispărute.
Puteți căuta un sit din localitățile care încep cu litera M folosind formularul de mai jos sau puteți naviga prin toate siturile din județ la Lista siturilor arheologice din județul Prahova.
| Cod RAN                                    | Denumire | Localitate                               | Adresă                                            | Datare                                  | Descoperit | Coordonate                                    | Imagine           | Erori            |
| ------------------------------------------ | --- | ---------------------------------------- | ------------------------------------------------- | --------------------------------------- | ---------- | --------------------------------------------- | ----------------- | ---------------- |
| 134470.01.01 (Cod LMI: PH-I-s-B-16191)     | Așezarea Tei de la Mehedința - Valea Ciuciurului / ansamblu anonim (Categorie: locuire civilă) (Tip: Așezare)                          | sat Mehedința, comuna Podenii Noi        | Valea Ciuciurului                                 | Tei                                     |            | 45°06′02″N 26°12′20″E / 45.10056°N 26.20555°E | Încărcați imagine | Raportați eroare |
| 134201.01.01 (Cod LMI: PH-I-m-B-16190)     | Situl arheologic de la Mănești - "Movila Mare" / ansamblu anonim (Categorie: locuire civilă) (Tip: Așezare)                            | sat Mănești, comuna Mănești              | Movila Mare                                       |                                         |            | 44°51′41″N 25°50′46″E / 44.86139°N 25.84611°E | Încărcați imagine | Raportați eroare |
| 134201.01.02 (Cod LMI: PH-I-m-B-16190)     | Situl arheologic de la Mănești - "Movila Mare" / ansamblu anonim (Categorie: locuire civilă) (Tip: Așezare)                            | sat Mănești, comuna Mănești              | Movila Mare                                       | sec. IX - X                             |            | 44°51′41″N 25°50′46″E / 44.86139°N 25.84611°E | Încărcați imagine | Raportați eroare |
| 131416.01.01 (Cod LMI: PH-I-m-B-16192.01)  | Situl arheologic de la Mizil / ansamblu anonim (Categorie: locuire civilă) (Tip: Așezare)                                              | oraș Mizil                               |                                                   |                                         |            | 45°00′20″N 26°27′10″E / 45.00555°N 26.45268°E | Încărcați imagine | Raportați eroare |
| 131416.01.02 (Cod LMI: PH-I-m-B-16192.02)  | Situl arheologic de la Mizil / ansamblu anonim (Categorie: locuire civilă) (Tip: Așezare)                                              | oraș Mizil                               |                                                   | sec. IX - X                             |            | 45°00′20″N 26°27′10″E / 45.00555°N 26.45268°E | Încărcați imagine | Raportați eroare |
| 131416.02.01 (Cod LMI: PH-I-s-B-16195)     | Așezarea Latene de la Mizil - "str. Mihai Bravu" / ansamblu anonim (Categorie: locuire civilă) (Tip: Așezare)                          | oraș Mizil                               | str. Mihai Bravu, nr. 102, punct str. Mihai Bravu | geto-dacică                             |            | 45°00′13″N 26°26′41″E / 45.00351°N 26.44484°E | Încărcați imagine | Raportați eroare |
| 131416.03.01 (Cod LMI: PH-I-m-B-16193.02)  | Situl arheologic de la Mizil - "Casa de Cultură" / ansamblu anonim (Categorie: locuire civilă) (Tip: Așezare)                          | oraș Mizil                               | Casa de Cultură                                   |                                         |            | 45°00′16″N 26°26′48″E / 45.00444°N 26.44667°E | Încărcați imagine | Raportați eroare |
| 131416.03.02 (Cod LMI: PH-I-m-B-16193.01)  | Situl arheologic de la Mizil - "Casa de Cultură" / ansamblu anonim (Categorie: locuire civilă) (Tip: Așezare)                          | oraș Mizil                               | Casa de Cultură                                   | sec. IV - V                             |            | 45°00′16″N 26°26′48″E / 45.00444°N 26.44667°E | Încărcați imagine | Raportați eroare |
| 131416.04.01 (Cod LMI: PH-I-s-B-16196)     | Necropola postromană de la Mizil - "str. Țepeș Vodă" / ansamblu anonim (Categorie: descoperire funerară) (Tip: Necropolă de inhumație) | oraș Mizil                               | str. Țepeș Vodă, punct str. Țepeș Vodă            | sec. IV - V                             |            | 45°00′30″N 26°26′36″E / 45.00832°N 26.44347°E | Încărcați imagine | Raportați eroare |
| 131416.05.01 (Cod LMI: PH-I-s-B-16194)     | Așezarea din epoca migrațiilor de la Mizil - "La Vinalcool" / ansamblu anonim (Categorie: locuire civilă) (Tip: Așezare)               | oraș Mizil                               | La Vinalcool                                      | sec. IV                                 |            |                                               | Încărcați imagine | Raportați eroare |
| 131498.01.01                               | Situl arheologic de la Mălăeștii de Jos - "La Mornel" / ansamblu anonim (Categorie: locuire civilă) (Tip: așezare)                     | sat Mălăeștii de Jos, comuna Dumbrăvești | La Mornel                                         | Gumelnița - A1-A2                       |            | 45°06′04″N 26°00′06″E / 45.10111°N 26.00167°E | Încărcați imagine | Raportați eroare |
| 131498.01.02                               | Situl arheologic de la Mălăeștii de Jos - "La Mornel" / ansamblu anonim (Categorie: locuire civilă) (Tip: așezare)                     | sat Mălăeștii de Jos, comuna Dumbrăvești | La Mornel                                         | Stoicani - Aldeni                       |            | 45°06′04″N 26°00′06″E / 45.10111°N 26.00167°E | Încărcați imagine | Raportați eroare |
| 131498.01.03                               | Situl arheologic de la Mălăeștii de Jos - "La Mornel" / ansamblu anonim (Categorie: locuire civilă) (Tip: așezare)                     | sat Mălăeștii de Jos, comuna Dumbrăvești | La Mornel                                         |                                         |            | 45°06′04″N 26°00′06″E / 45.10111°N 26.00167°E | Încărcați imagine | Raportați eroare |
| 134167.01.01 (Cod LMI: PH-II-a-A-16533)    | Mănăstirea Suzana / ansamblu Mănăstirea Suzana (Categorie: structură de cult/religioasă) (Tip: Mănăstire)                              | sat Mânăstirea Suzana, comuna Măneciu    |                                                   | sec. XVIII - 1740, ref. 1840, 1880-1882 |            |                                               | Încărcați imagine | Raportați eroare |
| 134167.01.02 (Cod LMI: PH-II-a-A-16533)    | Mănăstirea Suzana / ansamblu anonim (Categorie: structură de cult/religioasă) (Tip: Incintă cu chilii)                                 | sat Mânăstirea Suzana, comuna Măneciu    |                                                   | sec. XVIII, 1740, ref. 1840, 1880-1882  |            |                                               | Încărcați imagine | Raportați eroare |
| 135208.01.01 (Cod LMI: PH-II-m-A-16542.01) | Fosta mânăstire Mislea / ansamblu anonim (Categorie: construcție) (Tip: Casă domnească)                                                | sat Mislea, comuna Scorțeni              |                                                   | sec. XVI                                |            |                                               | Încărcați imagine | Raportați eroare |
| 135208.01.02 (Cod LMI: PH-II-m-A-16542.02) | Fosta mânăstire Mislea / ansamblu anonim (Categorie: construcție) (Tip: Chilie)                                                        | sat Mislea, comuna Scorțeni              |                                                   | sec. XVI                                |            |                                               | Încărcați imagine | Raportați eroare |
| 135208.01.03 (Cod LMI: PH-II-m-A-16542.03) | Fosta mânăstire Mislea / ansamblu anonim (Categorie: construcție) (Tip: Zid de incintă)                                                | sat Mislea, comuna Scorțeni              |                                                   | sec. XVI                                |            |                                               | Încărcați imagine | Raportați eroare |
| 133465.01.01                               | Așezarea de epoca bronzului de la Malamuc / ansamblu anonim (Categorie: așezare) (Tip: așezare)                                        | sat Malamuc, comuna Gherghița            | Liziera de pini                                   |                                         | 2008       |                                               | Încărcați imagine | Raportați eroare |
| 132048.01.01                               | Așezarea Latene de la Mârlogea - Piscul cu Cioburi / ansamblu anonim (Categorie: locuire) (Tip: așezare fortificată)                   | sat Mârlogea, comuna Apostolache         | Piscul cu Cioburi                                 | sec. II î.Ch - I d. Ch                  |            |                                               | Încărcați imagine | Raportați eroare |
| 133740.01.01                               | Așezarea de la Mocești-La moșie / ansamblu anonim (Categorie: locuire) (Tip: așezare)                                                  | sat Mocești, comuna Iordăcheanu          | La moșie                                          |                                         | 2004       |                                               | Încărcați imagine | Raportați eroare |
| 134470.02.02                               | Situl arheologic de la Mehedința / ansamblu anonim (Categorie: locuire) (Tip: așezare)                                                 | sat Mehedința, comuna Podenii Noi        |                                                   |                                         | 2003       |                                               | Încărcați imagine | Raportați eroare |
| 134470.02.01                               | Situl arheologic de la Mehedința / ansamblu anonim (Categorie: locuire) (Tip: așezare)                                                 | sat Mehedința, comuna Podenii Noi        |                                                   | Hallstatt                               | 2003       |                                               | Încărcați imagine | Raportați eroare |
| 134470.03.01                               | Așezarea de epoca bronzului de la Mehedința / ansamblu Așezarea de epoca bronzului de la Mehedința (Categorie: locuire) (Tip: așezare) | sat Mehedința, comuna Podenii Noi        |                                                   |                                         | 2006       |                                               | Încărcați imagine | Raportați eroare |
| 134201.06.01                               | Așezarea Dridu de la Mănești - La Drum / ansamblu anonim (Categorie: așezare) (Tip: Așezare)                                           | sat Mănești, comuna Mănești              | La Drum                                           | Dridu sec. VIII/X d.Ch.                 |            | 44°52′00″N 25°50′48″E / 44.86666°N 25.84667°E | Încărcați imagine | Raportați eroare |
| 134201.05.01                               | Așezarea Tei de la Mănești / ansamblu anonim (Categorie: locuire) (Tip: așezare)                                                       | sat Mănești, comuna Mănești              |                                                   | Tei                                     |            | 44°51′10″N 25°50′32″E / 44.85278°N 25.84222°E | Încărcați imagine | Raportați eroare |
| 134201.04.01                               | Așezarea Dridu de la Mănești / ansamblu anonim (Categorie: locuire) (Tip: Așezare)                                                     | sat Mănești, comuna Mănești              |                                                   | Dridu sec. VIII-X                       |            | 44°51′39″N 25°50′30″E / 44.86083°N 25.84167°E | Încărcați imagine | Raportați eroare |
| 134201.03.01                               | Tumulul de la Mănești - Movila Mică / ansamblu anonim (Categorie: descoperire funerară) (Tip: Tumul)                                   | sat Mănești, comuna Mănești              | Movila Mică                                       |                                         |            | 44°51′32″N 25°50′52″E / 44.85889°N 25.84778°E | Încărcați imagine | Raportați eroare |
| 134201.02.01                               | Așezarea de la Mănești / ansamblu anonim (Categorie: locuire) (Tip: Așezare)                                                           | sat Mănești, comuna Mănești              |                                                   | sec. II-III                             | 2012       | 44°51′52″N 25°50′48″E / 44.86444°N 25.84667°E | Încărcați imagine | Raportați eroare |